# Bacchette (gastronomia)
Le bacchette sono una coppia di piccoli bastoncini affusolati che vengono utilizzate tradizionalmente come posate o utensili per il cibo in vari paesi dell'Asia orientale e sud-orientale (in particolare Cina, Giappone, Corea, Taiwan, Thailandia, Vietnam e Singapore). Al di fuori di tali aree, le bacchette si trovano prevalentemente nei ristoranti che propongono piatti delle cucine tipiche di questi Paesi.
Attualmente si possono trovare anche in alcune aree del Tibet e del Nepal vicine all'influenza culturale delle popolazioni cinesi di nazionalità Han. Le bacchette sono adoperate comunemente nello Xinjiang dagli Uiguri e da altre etnie per mangiare il lamian, una varietà di noodles cinesi, mentre nell'Asia sud-orientale si usano di solito quando si mangiano noodles o riso bianco.
Tali utensili sono fatti comunemente di legno, bambù, metallo, osso, avorio e, nei tempi moderni, anche di plastica. La coppia di bastoncini si manovra con una sola mano – tra il pollice e le altre dita – e si usa per prendere piccole quantità di cibo.

## Storia
Le bacchette per il cibo provengono dall'antica Cina: sulla loro origine sono fiorite numerose leggende, ma è provato che venivano utilizzate già ai tempi della dinastia Shang (1600-1100 a.C.). Utensili simili a bacchette sono stati dissotterrati anche nel sito archeologico di Megiddo in Israele. Questa scoperta potrebbe rivelare l'esistenza di rapporti commerciali tra il Medio Oriente e l'Asia nei primi tempi dell'antichità oppure potrebbe trattarsi di uno sviluppo parallelo avvenuto in modo indipendente. Le bacchette erano oggetti domestici comuni anche tra gli Uiguri civilizzati delle steppe mongole durante il VI-VIII secolo.

## Etimologia
In cinese le bacchette per il cibo sono indicate con la parola kuàizi (筷子). Il primo carattere è composto da una parte fonetica, 快, che significa "rapido", e da una parte semantica, 竹, che vuol dire "bambù". Nel cinese antico, e anche in alcune varietà di quello moderno come il min nan, la parola per "bacchette" era zhù (箸) (cinese medio: d̪jwo-; pinyin: zhù; minnan: tī). Tuttavia, zhù divenne tabù sulle navi perché suonava allo stesso modo di un'altra parola che significava "fermarsi" (住). Di conseguenza, fu sostituita da una parola di significato opposto, kuài ("veloce, rapido"), che si diffuse gradualmente fino a diventare il termine corrente per designare le "bacchette" nella maggior parte delle varietà del cinese moderno. Il carattere che indica il nuovo significato di "bacchette" (筷) ha l'elemento semantico del "bambù" (竹) aggiunto a quello del carattere originario kùai (快) che, come già accennato, significa "rapido".
In giapponese, le bacchette sono chiamate hashi, scritto 箸. Sono note anche come otemoto (おてもと?), un'espressione stampata comunemente sugli involucri delle bacchette usa e getta.
In coreano, si usa il vocabolo composto jeotgarak o chŏtkarak (젓가락), che è formato da jeo ("bacchette") e garak ("bastoncino"). Jeo non può essere usato da solo.
In vietnamita, le bacchette sono dette đũa (箸), parola anch'essa derivata dal cinese 箸.
Nelle lingue occidentali non esiste, in genere, un termine specifico per indicare le bacchette per il cibo. Fa eccezione la lingua inglese, che utilizza la parola chopsticks, di probabile origine asiatica. Sembra infatti che sia derivata dal pidgin sino-inglese, dove l'espressione chop chop significava "rapidamente"..

## Tipi

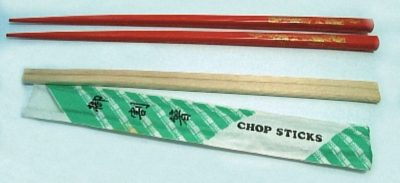
Bacchette di legno e plastica

Vi sono diversi stili di bacchette che variano in relazione a:
- Lunghezza: le bacchette molto lunghe, solitamente circa 30 o 40 centimetri, tendono a essere utilizzate per cucinare, specialmente per friggere a fondo i cibi. In Giappone sono chiamate saibashi (菜箸). Le bacchette più corte sono usate generalmente come utensili per mangiare, ma anche per cucinare.
- Affusolamento: le bacchette per prendere il cibo sono affusolate con l'estremità smussata o appuntita. Quelle smussate forniscono una superficie maggiore per trattenere il cibo e per spingere il riso nella bocca. Quelle appuntite consentono di manipolare più facilmente il cibo e di spinare il pesce cotto intero.
- Materiale: le bacchette possono essere fatte di una varietà di materiali: bambù, plastica, legno, osso, metallo, giada e avorio.

- Le bacchette di bambù e legno sono a buon mercato, conducono poco il calore e forniscono una buona presa per trattenere il cibo grazie alle loro superfici opache. Si possono incurvare e deteriorare con l'uso prolungato e se non vengono pulite adeguatamente possono annidare batteri. Quasi tutte le bacchette per cucinare e quelle usa e getta sono fatte o di bambù o di legno. Le bacchette usa e getta non laccate si usano in particolare nei ristoranti. Si presentano spesso come un pezzo di legno che è parzialmente tagliato e deve essere spezzato in due bacchette dall'utilizzatore (dimostrando così che non sono state usate in precedenza). In giapponese, sono conosciute come waribashi (割り箸).
- Le bacchette di plastica sono a buon mercato e conducono poco il calore. Inoltre non annidano batteri né si deteriorano molto con l'uso prolungato. Tuttavia, a causa della loro composizione, non sono buone come quelle di legno e di bambù per prendere il cibo. Per la stessa ragione, le bacchette di plastica non possono essere impiegate per cucinare dal momento che le temperature elevate potrebbero danneggiarle e produrre composti tossici.
- Le bacchette di metallo sono durevoli e facili da pulire. Come quelle di plastica, non trattengono il cibo bene quanto quelle di legno o di osso. Tendono anche a essere più costose. La loro più elevata conduzione del calore, inoltre, significa che non sono comode da usare per cucinare.
- Materiali come avorio, giada, oro e argento sono scelti tipicamente per ragioni di lusso.

- Ornamenti: le bacchette di legno o di bambù possono essere dipinte o laccate per decorarle e renderle impermeabili all'acqua. Le bacchette di metallo a volte vengono irruvidite o rigate all'estremità affusolata per renderle meno scivolose quando si prende il cibo. Coppie di bacchette di metallo molto lunghe talvolta sono legate da una corta catena all'estremità non affusolata per impedirne la separazione.

### Stili di bacchette utilizzati nelle diverse culture

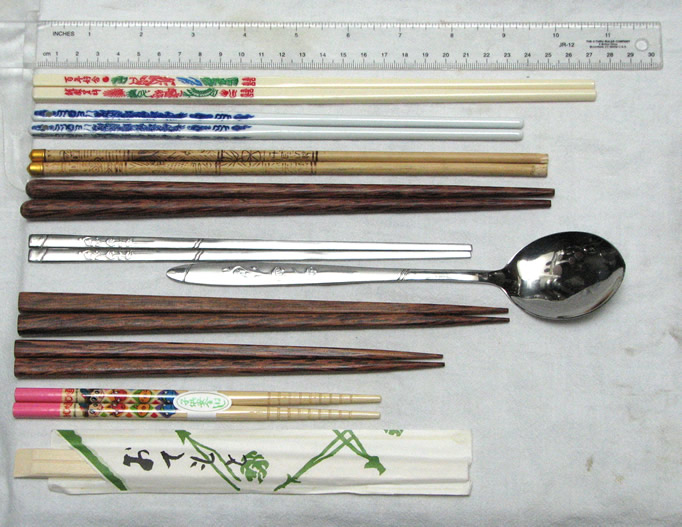
Dall'alto in basso: bacchette di plastica da Taiwan, bacchette di porcellana dalla Cina continentale, bacchette di bambù dal Tibet, bacchette di legno di palma dall'Indonesia (stile vietnamita), bacchette piatte inossidabili dalla Corea (insieme a un cucchiaio abbinato), un servizio giapponese da due (due coppie di bacchette), bacchette giapponesi per bambini e waribashi usa e getta (nell'involucro).

- Cinesi: bastoncini più lunghi che hanno la sezione trasversale quadrata a un'estremità (quella con cui si tengono) e rotonda all'altra (quella con cui vengono a contatto con il cibo), terminando con una punta smussata.[7]
- Giapponesi: bastoncini di lunghezza da corta a media che si affusolano con un'estremità appuntita. Questa forma si potrebbe attribuire al fatto che la dieta giapponese consiste in grandi quantità di pesce con la lisca intera. Le bacchette giapponesi sono fatte tradizionalmente di legno laccato. Alcuni servizi comprendono bacchette di due lunghezze diverse: più corte per le donne e più lunghe per gli uomini. Sono inoltre assai diffuse bacchette a misura di bambino.
- Coreane: asticciole affusolate di media lunghezza, in acciaio inossidabile (tradizionalmente, erano fatte di ottone o di argento), con una sezione trasversale piatta e rettangolare. Molte bacchette coreane di metallo sono riccamente decorate all'impugnatura.
- Vietnamite: lunghi bastoncini che si affusolano con una punta smussata; tradizionalmente di legno, ma fatte ora anche di plastica. Un đũa cả è una grande coppia di bacchette piatte, usate per servire il riso da una pentola.
- In uso in Italia: sono simili a quelle giapponesi e sono fatte di legno laccato oppure di plastica; esistono anche quelle usa e getta. Nello scegliere tra i due tipi di bacchette è bene tener conto dei loro difetti: quelle di legno laccato possono essere portatrici di malattie, mentre quelle usa e getta hanno l'inconveniente di essere costose. Riprendendo il termine giapponese, le bacchette in Italia si chiamano Hashi.

## Uso

### Generalità
Molte sono le regole di etichetta che governano il modo appropriato di usare le bacchette. Tenute fra il pollice e le dita di una mano, le bacchette si usano a mo' di pinza per prendere piccole quantità di cibo, che sono preparate e portate in tavola in porzioni piccole e adeguate. Le bacchette si possono utilizzare (tranne che in Corea) per spingere in bocca il riso e altri piccoli bocconi direttamente dalla ciotola. 

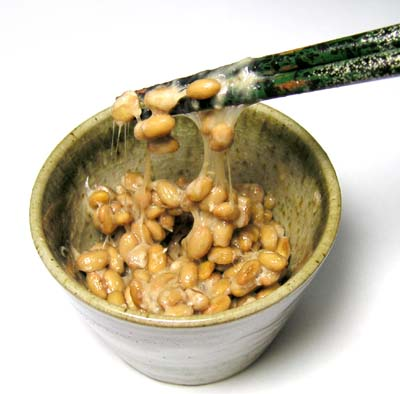
Solo le estremità più piccole delle bacchette vengono a contatto con il cibi. Qui le bacchette si usano per mangiare un piatto giapponese conosciuto come nattō, fatto con fagioli di soia fermentati.

Le bacchette si tengono insieme nella stessa mano, solitamente la destra. Alcune persone, specialmente i mancini, hanno cominciato a usare le bacchette anche con la mano sinistra. In alcune occasioni (formali), tuttavia, questo comportamento potrebbe essere considerato sconveniente.
Nelle culture che fanno uso delle bacchette, il cibo generalmente è preparato in piccole porzioni; tuttavia, alcuni modelli di bacchette hanno bordi intagliati intorno alle punte per aiutare ad afferrare porzioni di cibo più grandi. Il riso, che solitamente sarebbe quasi impossibile da mangiare con le bacchette se preparato utilizzando metodi occidentali, normalmente in Asia orientale è preparato con una minor quantità di acqua, il che lo porta ad "agglutinarsi", rendendo così più facile mangiare con le bacchette. Le caratteristiche collose del riso dipendono anche dalla cultivar selezionata; quella impiegata nei Paesi est-asiatici di solito è la cultivar japonica, che è un tipo di riso naturalmente più agglutinante dell'indica, il riso utilizzato nella maggior parte dei paesi occidentali e sud-asiatici.
Oltre che come posate per mangiare, le bacchette sono utilizzate anche come utensili da cucina per mescolare gli ingredienti in una pentola o trasferire i cibi dalla pentola ai piatti.

### Come adoperare le bacchette

Uso delle bacchette

1. Mettete una bacchetta tra il palmo e la base del pollice, usando il dito anulare (cioè il quarto dito a partire dal pollice) per sostenere la parte inferiore del bastoncino. Con il pollice, schiacciate il bastoncino verso il basso mentre il dito anulare lo spinge verso l'alto. La bacchetta dovrebbe essere fissa e molto stabile.
2. Usate le punte del pollice, dell'indice e del medio per tenere l'altra bacchetta come una penna. Assicuratevi che le punte dei due bastoncini siano allineate.
3. Ruotate la bacchetta superiore in alto e in basso verso la bacchetta inferiore fissa. Con questo movimento si possono prendere cibi di dimensioni sorprendenti.
4. Con sufficiente pratica, i due bastoncini funzionano come un paio di pinze.

Suggerimento: per maneggiarle più facilmente all'inizio, tenete le bacchette a metà come farebbe un bambino. Quando sarete divenuti più bravi, tenete le bacchette alle estremità superiori per arrivare più lontano e avere un movimento più sicuro ed elegante.
Se le punte non riescono ad allinearsi, sarà difficile trattenere i cibi. Tenete le bacchette diritte con una delle punte che tocca leggermente il tavolo, e spingete le bacchette verso il basso o allentate la presa per un istante (sempre delicatamente) per far sì che le punte raggiungano la stessa lunghezza. In questo modo potete anche regolare la presa o la posizione di tenuta.
Con la pratica, è possibile eseguire i passi 1 e 2 simultaneamente, sollevando le bacchette con una sola mano in modo fluido. Se necessario, tenete la bacchetta ad angoli diversi per sentirvi a vostro agio con i bastoncini tra le dita.

## Buone maniere a tavola

### Etichetta universale
Nei vari Paesi in cui si utilizzano le bacchette per mangiare, generalmente si osservano le seguenti regole:
- Le bacchette non si usano per fare rumore, per attirare l'attenzione o per gesticolare. Giocare con la bacchette è considerato maleducato e volgare (proprio come sarebbe giocare con le posate in un ambiente occidentale).
- Le bacchette non si usano per spostare ciotole o piatti.
- Le bacchette non si usano per giocherellare con il cibo o con i piatti in comune.
- Più spesso, le bacchette non si usano per infilzare il cibo, tranne poche eccezioni, ad esempio quando si fanno a pezzi cibi più grandi come verdure e kimchi. Nell'uso informale, cibi piccoli, difficili da prendere come pomodori ciliegia e polpette di pesce possono essere infilzati, ma quest'uso è biasimato dai tradizionalisti.
- Le bacchette si possono appoggiare orizzontalmente sul proprio piatto o ciotola per tenerle completamente lontano dalla tavola. Per tenere le punte lontano dalla tavola si può utilizzare un poggiabacchette.
- Le bacchette non si dovrebbero lasciare appoggiate verticalmente in una ciotola di riso o di altro cibo. Qualsiasi oggetto simile a un bastoncino con la punta rivolta verso l'alto assomiglia, infatti, ai bastoncini d'incenso che alcuni popoli asiatici usano come offerte per i familiari defunti; non a caso, certi riti funerari indicano le offerte di cibo ai defunti usando bacchette messe in posizione eretta.

### Etichetta cinese
- Nella cultura cinese, è normale sollevare la ciotola di riso alla bocca e usare le bacchette per spingere il riso direttamente in bocca. Se il riso però viene servito su un piatto, come è più comune in Occidente, è accettabile e più pratico mangiarlo con una forchetta, un cucchiaio o una forchetta-cucchiaio.
- L'estremità smussata si usa a volte per trasferire il cibo da un piatto comune al piatto o alla scodella di un commensale.
- È accettabile trasferire il cibo a persone strettamente imparentate (ad es. nonni, genitori, moglie, figli e altre figure importanti) se stanno avendo difficoltà a prenderlo. Inoltre è un segno di rispetto passare il cibo per primi ai più anziani prima che inizi il pasto.
- Le bacchette non devono mai essere appoggiate sul piatto, ma sulla tovaglia o sugli appositi poggiabacchette. Lasciare le bacchette infilzate in una portata è un segno di ostilità verso il padrone di casa.[10]

### Etichetta giapponese
- Il cibo non si dovrebbe trasferire dalle bacchette di qualcuno a quelle di qualcun altro. I giapponesi offriranno sempre il loro piatto per trasferirlo direttamente, o passeranno il piatto della persona da servire se la distanza è grande. In Giappone, infatti, le bacchette si usano in questo modo solo durante la cerimonia del funerale buddhista: dopo aver cremato il defunto, la famiglia e gli amici spostano le ossa bruciate del morto dalla bara a una pentola appunto con le bacchette.[11]
- Quando le bacchette non si usano, le estremità appuntite dovrebbero essere appoggiate su un poggiabacchette.
- È abbastanza frequente rovesciare le bacchette e usare l'estremità opposta pulita per spostare il cibo dal piatto comune, sebbene non sia considerato segno di buona educazione.[12] Piuttosto, i commensali dovrebbero chiedere altre bacchette per trasferire il cibo dal piatto comune.
- Le bacchette non si dovrebbero incrociare sulla tavola, né lasciare appoggiate verticalmente in una ciotola di riso, poiché questo simboleggia la morte.[12]
- Come già ricordato, in Giappone, si adoperano spesso bacchette monouso chiamate waribashi ("bacchette divise"), che sono unite tra loro e devono quindi essere spezzate in due per poter essere usate.[13] In questi casi, è da maleducati sfregare insieme le bacchette dopo averle divise, perché questo gesto comunica all'ospite che si pensa siano a buon mercato.

Esistono varie violazioni dell'etichetta delle bacchette, tra i più comuni ci sono:
- Hashiwatashi (箸渡し) Passare il cibo dalle proprie bacchette direttamente alle bacchette di un'altra persona.
- Tsukitatebashi (突き立て箸) o Tatebashi (立て箸) Lasciare le bacchette in verticale nel riso o in qualsiasi altro piatto. Questo vale non solo per il Giappone, ma in tutto il mondo.
- Tontonbashi (トントン箸) Picchiettare sul piatto con le bacchette per allineare. Da non confondere con Tatakibashi (叩き箸).
- Kakibashi (掻き箸) Portare la ciotola di riso alla bocca e accelerare il processo utilizzando le bacchette come una pala spingendosi il cibo in bocca. Questa pratica è considerata una violazione dell'etichetta in Giappone ma è accettata in alcuni altri Paesi.
- Kuwaebashi (咥え箸) Tenere le bacchette appese in bocca mentre si fa altro con le mani.
- Mayoibashi (迷い箸) Fare movimenti rotatori in aria sopra i piatti con le bacchette mentre si decide quale piatto mangiare.
- Tatakibashi (叩き箸) Picchiettare con le bacchette sul tavolo o sui piatti per qualsiasi altro motivo oltre a mangiare.
- Watashibashi (渡し箸) Appoggiare le bacchette in orizzontale sulla ciotola, come se fossero un ponte. Questa violazione dell'etichetta è poco considerata, anche perché molte persone e ristoranti lo accettano senza problemi.
- Neburibashi (舐り箸) Leccare la parte finale delle bacchette.
- Yosebashi (寄せ箸) Utilizzare le bacchette per portarsi vicino ciotole o piatti.
- Saguribashi (探り箸) Muovere le bacchette nel piatto per cercare un determinato ingrediente.
- Komibashi (込み箸) Mettersi del cibo in bocca con le bacchette, nonostante si abbia la bocca già piena.
- Sashibashi (刺し箸) Infilzare il cibo con le bacchette.
- Sashibashi (指し箸) Indicare qualcuno con le bacchette. Attenzione, questa violazione e quella precedente si pronunciano in modo uguale ma si scrivono con kanji diversi.
- Seseribashi (せせり箸) Utilizzare le bacchette per pulirsi i denti, o più in generale, giocare con il cibo.
- Yokobashi (横箸) Prendere le bacchette una a fianco all'altra e utilizzarle come un cucchiaio.
- Namidabashi (涙箸) Non tenere le bacchette in aria facendo gocciolare le gocce di zuppa rimaste sopra. Da non confondere con Furibashi (振り箸)
- Utsuribashi (移り箸) Passare da un piatto all'altro senza mangiare del riso in mezzo, o semplicemente toccare un altro cibo senza aver mangiato del riso in mezzo.
- Hanebashi (撥ね箸) Utilizzare le bacchette per togliere dal piatto un ingrediente specifico, solo per nostro gusto personale.
- Mochibashi (持ち箸) Prendere una ciotola o un piatto nella stessa mano in cui si stanno impugnando le bacchette.
- Mogibashi (もぎ箸) Succhiare i chicchi di riso rimasti alla fine delle bacchette.
- Araibashi (洗い箸) Sciacquare le bacchette nella zuppa o in qualsiasi liquido durante il pasto.
- Kasanebashi (重ね箸) Mangiare continuamente lo stesso cibo, ignorando gli altri.
- Sorabashi (空箸) Toccare un cibo con le bacchette e non mangiarlo rimettendolo nel piatto.
- Sukashibashi (すかし箸) Utilizzare le bacchette per mangiare l'altra metà del pesce attraverso la lisca.
- Jikabashi (直箸) Utilizzare le bacchette per prendere il cibo direttamente dal piatto di portata e non utilizzare le bacchette apposite per servirsi.
- Chigiribashi (千切り箸) Prendere le bacchette a pugno chiuso una per mano e utilizzarle per dividere il cibo.
- Futaribashi (二人箸) Toccare lo stesso pezzo di cibo che sta toccando un'altra persona, o toccare le bacchette di un'altra persona con le proprie bacchette.
- Furibashi (振り箸) Muovere le bacchette in aria per togliere le gocce di zuppa rimaste sopra, schizzando tutto intorno. Da non confondere con Namidabashi (涙箸).
- Nigiribashi (握り箸) Impugnare le bacchette come un pugnale.
- Kamibashi (噛み箸) Mordere la parte finale delle bacchette per qualsiasi altro motivo oltre a mangiare.
- Chigaibashi (違い箸) Usare bacchette una diversa dall'altra. Soprattutto usarne una di legno e una di bamboo è sconsigliato, dato che in quella particolare combinazione sono utilizzate ai funerali per riporre le ceneri dopo la cremazione.
- Furiagebashi (振り上げ箸) Alzare la punta delle bacchette verso l'alto, superando il livello del dorso della mano.
- Ogamibashi (拝み箸) Tenere le bacchette tra pollice e indice mentre si prega con le mani unite.
- Zengoshi (膳越し) Prendere del cibo con le bacchette dall'altra parte del tavolo.
- Ukebashi (受け箸) Chiedere altro cibo mentre si hanno ancora le bacchette in mano.
- Kaeshibashi (返し箸) o Sakasabashi (逆さ箸) Utilizzare la parte iniziale delle bacchette per servirsi.
- Kakibashi (掻き箸) Grattarsi la testa con le bacchette. Attenzione, questa violazione si scrive e si pronuncia in modo uguale alla 4ª dell'elenco. Tuttavia significano cose diverse.
- Kosuribashi (擦り箸) Sfregare le bacchette tra di loro.
- Kо̄sabashi (交差箸) Incrociare le bacchette.

Una violazione dell'etichetta ormai dimenticata è la Hidaribashi (左箸), che vietava di usare le bacchette con la mano sinistra, ma ormai è desueta ed è stata bandita nella maggior parte del Giappone per la sua caratteristica discriminatoria verso le persone mancine.

### Etichetta coreana
- I coreani considerano segno di maleducazione sollevare la ciotola di riso dal tavolo per mangiare.
- Diversamente da altre culture che fanno uso delle bacchette, i coreani adoperano un cucchiaio per il riso e la zuppa, e le bacchette per la maggior parte degli altri cibi in tavola. Tradizionalmente, i cucchiai coreani hanno una testa relativamente piatta, circolare, con un manico diritto, diversamente dai cucchiai da minestra cinesi o giapponesi.[13][15]
- Diversamente dal riso consumato in molte parti della Cina, il riso cucinato in Corea può essere preso facilmente con le bacchette, sebbene mangiare riso con il cucchiaio sia più accettabile.
- Quando si posano le bacchette sul tavolo accanto a un cucchiaio, non bisogna mai metterle a sinistra di quest'ultimo. Le bacchette, infatti, si poggiano a sinistra solo per i membri defunti della famiglia.
- Le estremità smussate del manico delle bacchette non si usano per trasferire il cibo dai piatti comuni.
- Quando non sono disponibili bacchette comuni, è perfettamente accettabile prendere il banchan e mangiarlo senza prima metterlo giù sulla propria ciotola.
- Inoltre, c'è un vecchio detto secondo cui più si tiene la mano vicina alle punte delle bacchette, più a lungo si rimane non sposati.

### Etichetta vietnamita
- Come nel caso dell'etichetta cinese, la ciotola di riso si solleva alla bocca e il riso si spinge in bocca usando le bacchette.
- Diversamente dai piatti cinesi, è pratico usare le bacchette anche per prendere il riso nei piatti, ad esempio il riso fritto, perché quello vietnamita è tipicamente colloso.
- È corretto usare sempre due bacchette insieme, anche quando le si adopera per mescolare.
- Non si dovrebbe prendere il cibo dalla tavola e porlo direttamente in bocca. Il cibo deve prima essere messo nella propria ciotola.
- Non si dovrebbero tenere le bacchette in bocca mentre si sceglie il cibo.
- Dopo mangiato, le bacchette non si dovrebbero mai poggiare sulla tavola formando una "V"; è interpretato come un segno di malaugurio.

## Problemi con le bacchette
L'uso delle bacchette comporta essenzialmente due tipi di problemi:
- Le bacchette usa e getta hanno un pesante impatto sull'ambiente
- Usare regolarmente le bacchette può causare certi problemi di salute.

### Le bacchette e l'ambiente
Usare una sola volta un servizio di bacchette e poi gettarle via, causa problemi per l'ambiente. Sono sorti alcuni movimenti volti a spingere la gente a utilizzare più volte lo stesso paio di bacchette. In Cina, si usano circa 45 miliardi di paia di bacchette usa e getta all'anno. Questo equivale a 1,7 milioni di metri cubi di legname - circa 25 milioni di alberi adulti. La Cina è il più grosso produttore di bacchette usa e getta: basti pensare che quasi 60 000 persone sono impiegate in questo settore. Se la produzione continuerà al livello attuale, le foreste della Cina saranno esaurite nel giro di qualche decennio.
Per questa ragione, nell'aprile 2006 sulle bacchette monouso è stata introdotta un'imposta. Si parla anche di sostituire le bacchette usa e getta fatte di legno con quelle in plastica o metallo.

### Le bacchette e la salute
Nel 2003, fu fatto uno studio in base al quale l'uso regolare delle bacchette potrebbe aumentare lievemente il rischio di sviluppare l'artrosi nella mano, una condizione in cui la cartilagine si consuma, causando dolore alle articolazioni della mano, in particolare tra gli anziani. Sono stati inoltre avanzati timori circa il fatto che l'utilizzo di certi tipi di bacchette usa e getta, fatte di legno scuro sbiancato con candeggina, possa causare tosse o addirittura asma.
Un'indagine condotta nel 2006 dal Ministero della salute di Hong Kong rilevò che la proporzione di persone che si servono di bacchette o altri utensili per il cibo è aumentata dal 46% al 65% dopo lo scoppio della SARS nel 2003, determinando anche un miglioramento delle condizioni igieniche generali.